# رصد الكثافة
رصد الكثافة عبارة عن أداة لرصد الآبار يمكن أن توفر تسجيلاً مستمرًا للكثافة الظاهرية للتكوين على طول البئر. وفي الجيولوجيا، فإن الكثافة الظاهرية هي وظيفة لكثافة المعادن التي تكون الصخور (أي المصفوفة) والسوائل المضمنة في الفراغات المسامية. وهذه الطريقة هي واحدة من أدوات رصد الآبار التي تستخدم بصفة شائعة لحساب المسامية، حيث إن الطريقتين الأخريين هما الرصد الصوتي ورصد مسامية النيترونات

## معلومات تاريخية والمبدأ
تم تطوير الأداة في البداية في الخمسينيات من القرن العشرين، وتم استخدامها في مختلف أرجاء صناعة الهيدروكربون بحلول الستينيات من القرن العشرين. وكونه من بين أنواع الأدوات النووية النشطة، يتم إنزال المصدر المشع وجهاز الكشف في البئر ويطلق المصدر أشعة غاما متوسطة الطاقة في التكوين. وتتفاعل أشعة غاما هذه مع الإلكترونات الموجودة في التكوين، وتتشتت في تفاعل يطلق عليه اسم تأثير كومبتون. ويتعلق عدد أشعة غاما المتناثرة التي تصل إلى جهاز الكشف، الموجود على مسافة محددة من جهاز البث، بكثافة الإلكترونات في التكوين، والتي تتعلق في حد ذاتها بالكثافة الظاهرية للتكوين.
ويتعلق عدد تصادمات تأثير كومبتون بشكل مباشر بعدد كثافة الإلكترونات في التكوين. وبالتالي، فإن كثافة الإلكترونات تحدد استجابة أداة الكثافة. وتكون كثافة الإلكترونات هامة من خلال المعادلة
{\displaystyle \rho {\dot {\epsilon }}={\frac {2\rho B\sum Z_{1i}}{M}}}
حيث {\displaystyle \textstyle \sum Z_{1i}} يشير إلى الأعداد الذرية لكل الذرات التي تكون الجزيئات في المركب، في حين أن {\displaystyle M} هو الوزن الجزيئي للمركب.

## التصميم العام للأداة
تألفت الأداة ذاتها في البداية من مصدر مشع وجهاز كشف مفرد، إلا أن هذا التكوين عرضة لتأثيرات سائل الحفر. وبطريقة مشابهة لكيفية تطور الرصد الصوتي للتعويض عن تأثيرات البئر، يستخدم رصد الكثافة حاليًا، بشكل تقليدي، جهازي كشف أو أكثر. وفي التكوين الذي يتألف من جهازي كشف، فإن جهاز الكشف قصير المسافة له عمق أكثر ضحالة للكشف من جهاز الكشف طويل المسافة، وبالتالي فإنه يستخدم لقياس تأثير سائل الحفر على الكشف بأشعة غاما. ثم يتم استخدام هذه النتيجة لتصحيح كاشف المسافة البعيدة.

## استنتاج المسامية من الكثافة الظاهرية
بافتراض أن كثافة الظاهرية المقيسة ({\displaystyle \rho _{\text{bulk}}}) لا تعتمد إلا على كثافة المصفوفة ({\displaystyle \rho _{\text{matrix}}}) وكثافة السائل ({\displaystyle \rho _{\text{fluid}}})، وهذه القيم معروفة في حفرة البئر، يمكن استنتاج المسامية ({\displaystyle \phi }) من خلال المعادلة
{\displaystyle \phi ={\frac {\rho _{\text{matrix}}-\rho _{\text{bulk}}}{\rho _{\text{matrix}}-\rho _{\text{fluid}}}}}
القيم العامة لكثافة المصفوفة {\displaystyle \rho _{\text{matrix}}} (بـ جم/سم³) هي:
- المرو الرمال - 2.65
- الحجر الجيري - 2.71
- الدولوميت - 2.87

هذه الطريقة هي أفضل مؤشر يعتمد عليه للمسامية بالنسبة للحجر الرملي والحجر الجيري لأن كثافتها معروفة جيدًا. وفي المقابل، فإن كثافة معادن الطين مثل الحجر الطيني متغيرة بشدة، اعتمادًا على بيئة الترسيب والضغط الزائد عن الحاجة ونوع معادن الطين والعديد من العوامل الأخرى. ويمكن أن تتراوح بين 2.1 (في مونتموريلونيت) وحتى 2.76 (في الكلوريت)، وبالتالي فإن هذه الأداة لا تكون مفيدة لتحديد درجة مساميتها. وتكون الكثافة الظاهرية لسائل {\displaystyle \rho _{\text{fluid}}} لـ 1 جم/سم³ مناسبة عندما تكون المياه عذبة، إلا أن المياه المالحة لها كثافة أعلى، ويجب استخدام قيم أقل من أجل خزانات الهيدروكربون، اعتمادًا على كثافة الهيدروكربون والتشبع المتبقي.
وفي بعض التطبيقات، تتم الإشارة إلى الهيدروكربونات من خلال تواجد مسامات رصد مرتفعة بشكل غير طبيعي.